# Clayvin Zúñiga
Clayvin Julián Zúñiga Bernárdez (Puerto Cortés, 29 marzo 1991) è un calciatore honduregno, attaccante del Marathón e della nazionale honduregna.

## Carriera

### Club
Dal 2011 al 2012 ha giocato nel Real España. Nel 2012 si trasferisce al Deportes Savio, dove rimane fino al 2014. Dal 2014 al 2016 ha militato nel Real Sociedad. Nel 2016 si trasferisce a El Salvador al Municipal Limeño, dove rimane per quattro stagioni. Il 20 settembre 2020 si trasferisce in India al Churchill Brothers.

### Nazionale
Nel 2010, con la nazionale honduregna Under-20 gioca due partite nelle qualificazioni al campionato nordamericano di calcio Under-20 2011, realizzandovi anche una rete. In seguito viene convocato per il campionato nordamericano di calcio Under-20 2011, dove gioca tre partite, con la sua nazionale che viene estromessa ai quarti di finale dalla nazionale di Panama.

## Statistiche

### Cronologia presenze e reti in nazionale
| Cronologia completa delle presenze e delle reti in nazionale ― Honduras | Cronologia completa delle presenze e delle reti in nazionale ― Honduras | Cronologia completa delle presenze e delle reti in nazionale ― Honduras | Cronologia completa delle presenze e delle reti in nazionale ― Honduras | Cronologia completa delle presenze e delle reti in nazionale ― Honduras | Cronologia completa delle presenze e delle reti in nazionale ― Honduras | Cronologia completa delle presenze e delle reti in nazionale ― Honduras | Cronologia completa delle presenze e delle reti in nazionale ― Honduras |
| Data                                                                    | Città                                                                   | In casa                                                                 | Risultato                                                               | Ospiti                                                                  | Competizione                                                            | Reti                                                                    | Note                                                                    |
| ----------------------------------------------------------------------- | ----------------------------------------------------------------------- | ----------------------------------------------------------------------- | ----------------------------------------------------------------------- | ----------------------------------------------------------------------- | ----------------------------------------------------------------------- | ----------------------------------------------------------------------- | ----------------------------------------------------------------------- |
| 27-9-2022                                                               | Houston                                                                 | Honduras                                                                | 1 – 0                                                                   | Guatemala                                                               | Amichevole                                                              | -                                                                       | 46’                                                                     |
| Totale                                                                  |                                                                         | Presenze                                                                | 1                                                                       |                                                                         | Reti                                                                    | 0                                                                       |                                                                         |